# 北海道道647号兵安上頓別停車場線

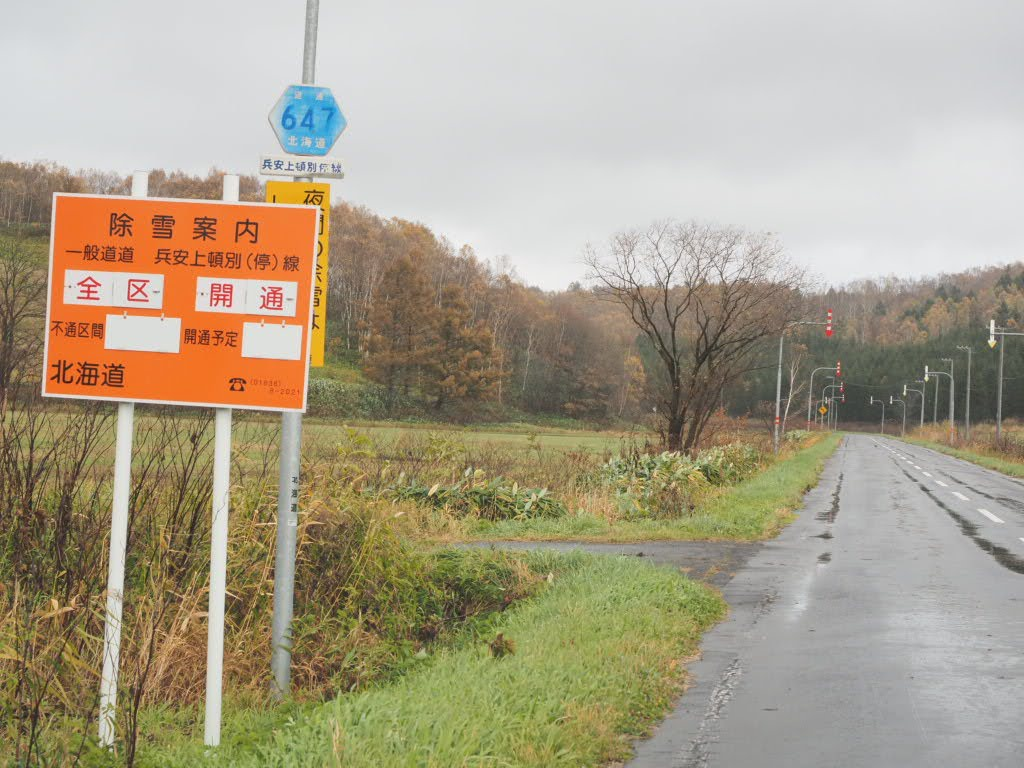
道道647標識

北海道道647号兵安上頓別停車場線（ほっかいどうどう647ごう へいあんかみとんべつていしゃじょうせん）は、北海道枝幸郡中頓別町内を結ぶ一般道道（北海道道）である。

## 概要
中頓別町から南には、南の音威子府村に至る頓別川沿いの国道275号と、南東の枝幸町に行く道ともつながる兵知安川沿いの北海道道120号美深中頓別線が出ている。兵安上頓別線は、中頓別町の南部でこの二つを短絡する道路である。また中頓別 - 上頓別間の距離は、国道経由よりも兵安経由の方が短い。
国道交点近くに分水嶺があって、上頓別峠と呼ばれる。かつて峠付近で屈曲していた道路は、改良により直線化された。

### 路線データ
- 起点：北海道枝幸郡中頓別町兵安（北海道道120号美深中頓別線交点）
- 終点：北海道枝幸郡中頓別町上頓別（旧JR北海道 天北線 上頓別駅跡）
- 総延長：9.397 km
- 実延長：8.439 km
- 重用延長：0.958 km

## 歴史
- 1969年（昭和44年）6月18日 - 路線認定[1]。
- 1989年（平成元年）5月1日 - 天北線の廃線に伴い、上頓別駅は廃駅となる。

## 路線状況

### 重複区間
- 国道275号：中頓別町上頓別

### 道路施設

#### 主な橋梁
- 新開橋（35 m、兵知安川、中頓別町兵安）

## 地理

### 通過する自治体
- 宗谷総合振興局
  - 枝幸郡中頓別町

### 交差する道路
中頓別町
- 北海道道120号美深中頓別線 - 兵安（起点）
- 国道275号 - 上頓別（終点）